# Biserica de lemn din Vălenii de Munte
Biserica de lemn Berevoiești este un monument istoric aflat pe teritoriul orașului Vălenii de Munte. În Repertoriul Arheologic Național, monumentul apare cu codul 131826.03.

## Descriere
I. Biserica  de lemn „Sfântul Spiridon” Berevoești se află în localitatea Vălenii de Munte, județul Prahova, pe strada Berevoești, nr. 50, de la care și-a luat numele. Ea a fost mult timp o filială a bisericii Nica Filip. În prezent are statut de parohie, purtând hramul Sfântului Ierarh Spiridon. Jurisdicțional aparține de Arhiepiscopia Bucureștilor și se află pe Lista monumentelor istorice, vol. II, publicată în Monitorul Oficial al României nr. 646 bis/iulie 2004, cod PH-m-A-16832. În sprijinul acestei afirmații stă inscripția existentă pe una din crucile de poartă din perimetrul bisericii, pe care scrie: „S-au ridicat această sfântă cruce în zilele lui Nicolae vodă, de robii lui Dumnezeu Constantin, Dobra, Rada, Bogoslav, Tudora, Dumitru, Musa, Dragomir, Șerban, Maria, Voica, Lazăr la 25 octombrie 7235”, adică anul 1726. O altă mențiune a acestui lăcaș de cult este pomelnicul bisericii întocmit de preotul Marcu, care are înregistrări începând cu 3 august 1811. Primul hram al bisericii a fost „Adormirea Maicii Domnului”, conform informațiilor din catagrafiile vechi ale lăcașurilor de cult întocmite pentru târgul Vălenii de Munte. În cuprinsul statisticii din anul 1832 s-a notat faptul că moșia bisericii aparținea moșnenilor, preoți fiind atunci popa Marcu și popa Tănase. Este pomenit și țârcovnicul Ioniță, fiul preotului Toma. În catagrafia din 1833 biserica e menționată ca una „din zid”.  Se pare că biserica de lemn a fost mai jos, spre albia râului, pe locul actual fiind ridicată o biserică din zid și de lemn. În preajma anului 1840, moșnenii – stăpânitori ai moșiei Berevoești, rămânând fără biserică, au adoptat un procedeu obișnuit, acela de a cumpăra și a remonta o biserică de lemn în locul celei dispărute. 

### ARHITECTURA
Planul bisericii  este de tip navă cu un turn-clopotniță octogonal, situat deasupra pronaosului. Biserica urmărește împărțirea specifică cultului ortodox:  altar, naos, pronaos și pridvor. Valoarea de patrimoniu a bisericii este dată de faptul că este o construcție tipică din lemn, de pe Valea Teleajenului, specifică zonei, cu structura pereților din bârne orizontale din stejar, cioplite manual și ornamentate în coadă de rândunică. Ea este o dovadă vie a felului în care se realizau construcțiile în secolele XVII-XIX, principalul material folosit fiind lemnul. 

### PICTURA
Pictura e realizată în tehnica ulei, în stil realist de Gh. Cepoiu, ucenic al pictorului  Gh. Tattarescu, în jurul anului 1920. Pictorul Gh. Cepoiu nu a reușit să decoreze cu pictură întreg ansamblul, rezumându-se doar la altar și partea superioară a altarului (sursa: preotul paroh al bisericii). Cu toate că pictura este acoperită cu depuneri aderente, se poate lectura programul iconografic ce respectă în mare parte tradiția. 

### „COMORILE” BISERICII
Biserica deține o colecție de cărți, cruci, obiecte de cult și icoane vechi. Crucea sculptată în lemn, îmbrăcată în argint, cu icoana Răstignirea Domnului pe o față, iar pe verso icoana Botezul Domnului este datată 1.09.1853, iar altă cruce nedatată este pictată pe ambele fețe cu icoana  Răstignirea Domnului, având postament cu patru picioare, în interior aflându-se o cutiuță pentru Sfânta Împărtășanie. În clopotniță a fost păstrat un tablou datat 1897, cu numele eroilor din Văleni căzuți în Războiul de Independență. Are cinci nume de eroi înconjurate de lauri, drapelul românesc și un vultur. Cea mai veche carte este un Catavasier în chirilică, apărut, se pare, înainte de 1693. Au fost inventariate cărțile care cuprind Mineie (mineiul este o carte liturgică sau bisericească din ritul bizantin ce conține slujbele sărbătorilor cu dată fixă pentru fiecare lună  a anului bisericesc) din luna ianuarie până în noiembrie, datând din anul 1831, realizate la Tipografia Mănăstirii Neamț, în timpul Mitropolitului Veniamin. O altă colecție  de Mineie din ianuarie până în august este realizată la Tipografia Cărților Bisericești, București, 1893. La aceeași tipografie a fost tipărit un Apostol ce datează din anul 1899, iar o Evanghelie a fost tipărită la Tipografia Sfintei Episcopii a Buzăului, în mai 1836.  Biserica mai deține și o Psaltire cu tipar chirilic ce datează din anul 1841și un Molitfelnic în slavona veche din anul 1836, tipărit la Tipografia Episcopiei Buzăului, în timpul lui Dimitrie Ghica Voievod. O icoană a Maicii Domnului cu Pruncul este datată 1773 și se afla în stare de conservare rea, dar a fost recondiționată, iar o altă icoană – Punerea în mormânt a Domnului, datată 1851 se află în stare bună de conservare. În biserică se păstrează papucul Sfântului Spiridon care își schimbă aspectul an de an, întrucât este singurul sfânt care umblă. 
Valoarea arhitecturală de patrimoniu a bisericii este completată de valoarea fragmentelor de pictură originală restaurată în calota naosului și de tipăriturile vechi prin care este atestată dimensiunea  culturală și religioasă a existenței poporului român. Ctitorii bisericii „Sfântul Spiridon” - Berevoești se află înmormântați în biserica din localitatea Berevoești – Argeș. Numele Berevoești se leagă de transhumanță și înaintașii acestei familii s-au stabilit aici, ca urmare a retragerii oierilor spre munte, din cauza înăspririi legilor date împotriva românilor, iar numele lor a reprezentat prima denumire a orașului Vălenii de Munte. Aici, pe drumul oilor, s-au așezat ciobanii, considerând terenul zonă de stabilitate. Mai târziu, oierii au ridicat o biserică, iar așezarea s-a extins și numele s-a schimbat în Săcuieni, de la românii sosiți din Transilvania, adică din Secuime! Într-un hrisov dat de Mircea cel Mare la 1409, pentru o întărire de pământuri, sunt amintiți „… Stan și Radul din Berevoești”.  Prin extinderea așezării mai în vale, numele s-a schimbat în Vălenii de Munte. Un alt adevăr este că în jurul localității s-au dezvoltat și alte așezări care au preluat numele satelor de lângă comuna Berevoești. Numele localităților Bughea de Jos, Bughea de Sus, Slănic și Nucșoara este același, atât în județul Prahova, în apropierea orașului Vălenii de Munte, cât și în județul Argeș, în comuna Berevoești. Localitatea Berevoești este reședință a comunei, formată prin comasarea în anul 1968, a fostelor sate Berevoești-Pământeni și Berevoești-Ungureni. În apropierea orașului Vălenii de Munte, în drumul spre localitatea Cheia, se află localități cu denumiri similare, Măneciu-Pământeni și Măneciu-Ungureni.  Un alt element comun este faptul că la biserica din comuna  Berevoești se află un fragment din papucul Sfântului Spiridon, iar la biserica „Sfântul Spiridon” din strada Berevoești, Vălenii de  Munte, se află papucul Sfântului.
În istoria bisericii a existat o perioadă mare (din 1980 până în 2004) în care nu s-au mai oficiat slujbe, cu excepția datei de 12 decembrie, când era hramul bisericii.  Ca urmare, biserica a intrat  într-o stare de degradare accentuată, fiind necesară atât consolidarea ei, cât și conservarea – restaurarea picturii și completarea cu pictură în zonele lipsite de ea. Asupra clădirii, în 2007, s-au  executat lucrări de consolidare a infrastructurii, ocazie cu care au fost înlocuite bârnele inferioare putrezite și reparată paianta pronaosului. În 2005 au fost refăcute tencuielile exterioare. Mobilierul a fost achiziționat în anul 2009. 
În urma săpăturilor efectuate, s-au găsit fragmente de ceramică și oseminte care au fost preluate de Muzeul de Arheologie Prahova, în vederea cercetării antropologice. Când se vor restitui, vor fi depuse într-un osuar. Pentru conservarea clopotniței, a acoperișului din lemn al bisericii și al gardului, este necesară ungerea lor cu ulei ars an de an. De asemenea, este necesară înlocuirea unor părți mari din acoperiș, acolo unde șița s-a deteriorat sau a căzut. 